# Джигит (мобильная опорно-пусковая установка)
Мобильная опорно-пусковая установка «Джигит» — мобильная опорно-пусковая установка, предназначенная для использования двух ракет из состава ПЗРК типа «Игла» залпом или последовательно по одной в автоматическом или ручном режимах, с грунта или специально оборудованного автомобиля одним стрелком-зенитчиком, а также повышения удобства применения ПЗРК.